# Sergi Paulus
|  | No s'ha de confondre amb Luci Sergi Paulus (cònsol 168). |

Sergi Paulus (llatí: Sergius Paulus) va ser un magistrat romà.
Va ser governador de Xipre amb rang de procònsol (ἀνθύπατος). Allí l'apòstol Pau de Tars el va convertir al cristianisme. Sergi Paulus tenia entre els seus consellers un mag que es deia Elimes Bar-Jesús. Elimes va tractar d'apartar de la fe al procònsol, però Pau, indignat, el va mirar fixament i dient que era fill del diable el va deixar cec. El procònsol, testimoni dels fets, va convertir-se al cristianisme lloant el Senyor, segons que diuen els Fets dels Apòstols, però no l'esmenta cap historiador pagà. Amb tot, sembla un personatge real, i hauria estat el pare d'un Sergi Paulus, que apareix com a cònsol sufecte als Fasti l'any 94.